# Żywiec (roślina)
Żywiec (Dentaria L.) – rodzaj roślin z rodziny kapustowatych. Wyróżniony został przez Karola Linneusza w 1753/54 i uznawany był niemal powszechnie przez taksonomów do przedostatniej dekady XX wieku. Później włączony został do rodzaju rzeżucha (Cardamine) zgodnie z pierwotnym postulatem Heinricha J.N. von Crantza z 1769.

## Systematyka
Pozycja systematyczna
Takson od końca lat 80. XX wieku włączany w randze podrodzaju Dentaria do rodzaju rzeżucha (Cardamine) jako podrodzaj.
Gatunki flory Polski
Pierwsza nazwa naukowa w ujęciu listy roślin naczyniowych Polski, druga według The Plants of the World
- żywiec cebulkowy, ż. bulwkowaty Dentaria bulbifera L. ≡ Cardamine bulbifera (L.) Crantz
- żywiec dziewięciolistny Dentaria enneaphyllos L. ≡ Cardamine enneaphyllos (L.) Crantz
- żywiec gruczołowaty Dentaria glandulosa Waldst. & Kit. ≡ Cardamine glanduligera O.Schwarz
- żywiec pięciolistny Dentaria pentaphyllos L. ≡ Cardamine pentaphyllos (L.) Crantz – gatunek o wątpliwym występowaniu w Polsce

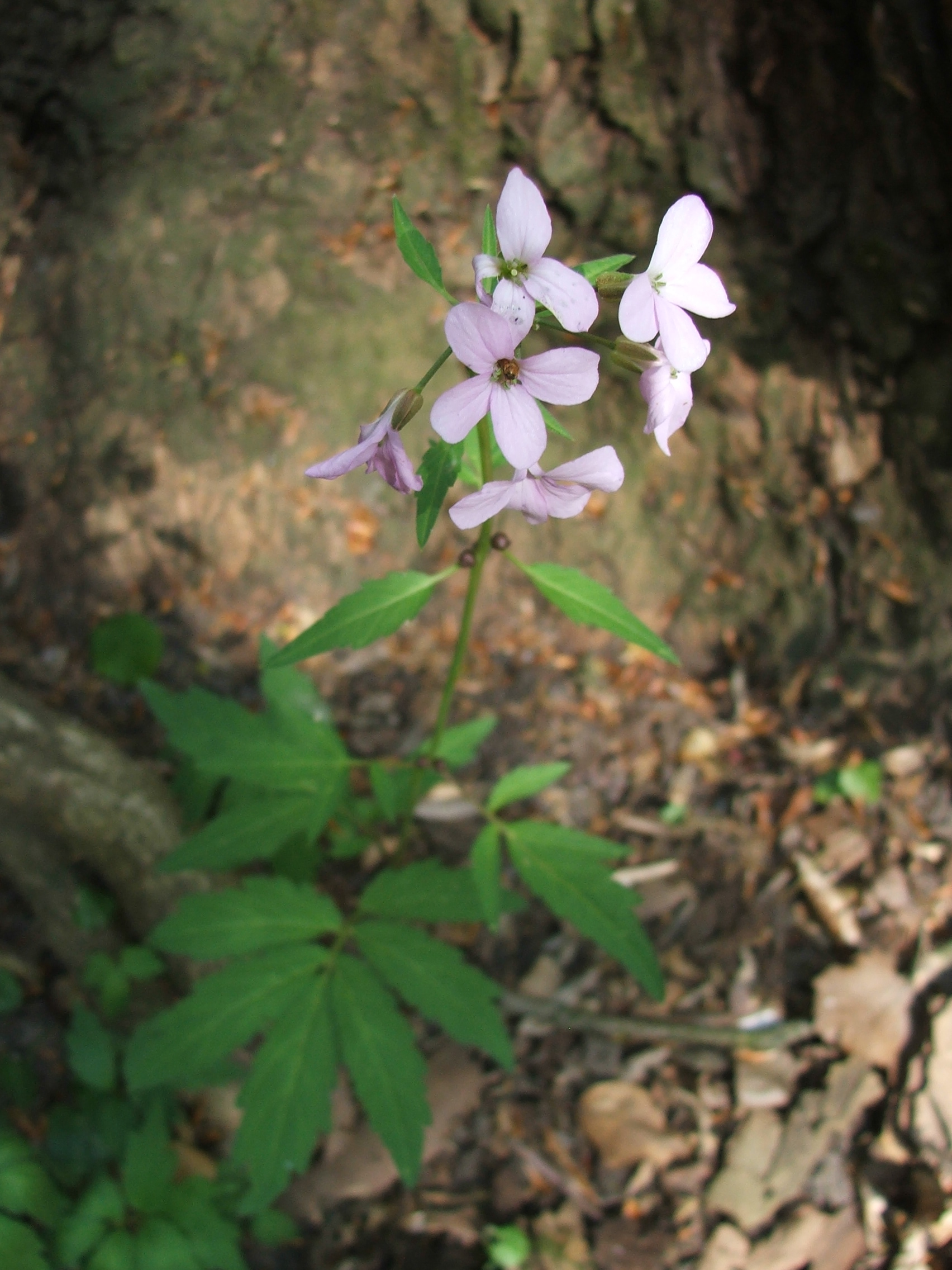
żywiec cebulkowy (C. bulbifera)
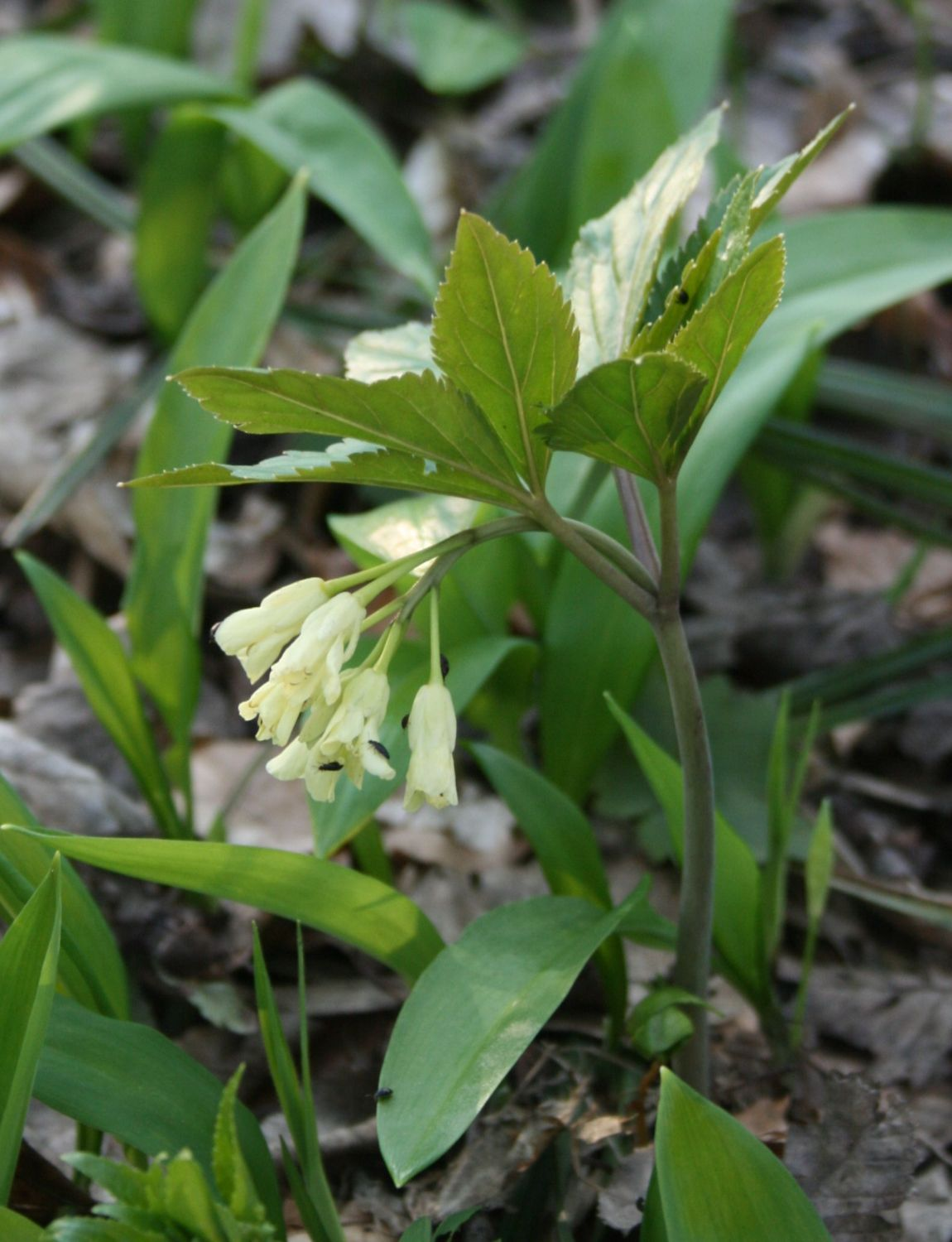
żywiec dziewięciolistny (C. enneaphyllos)
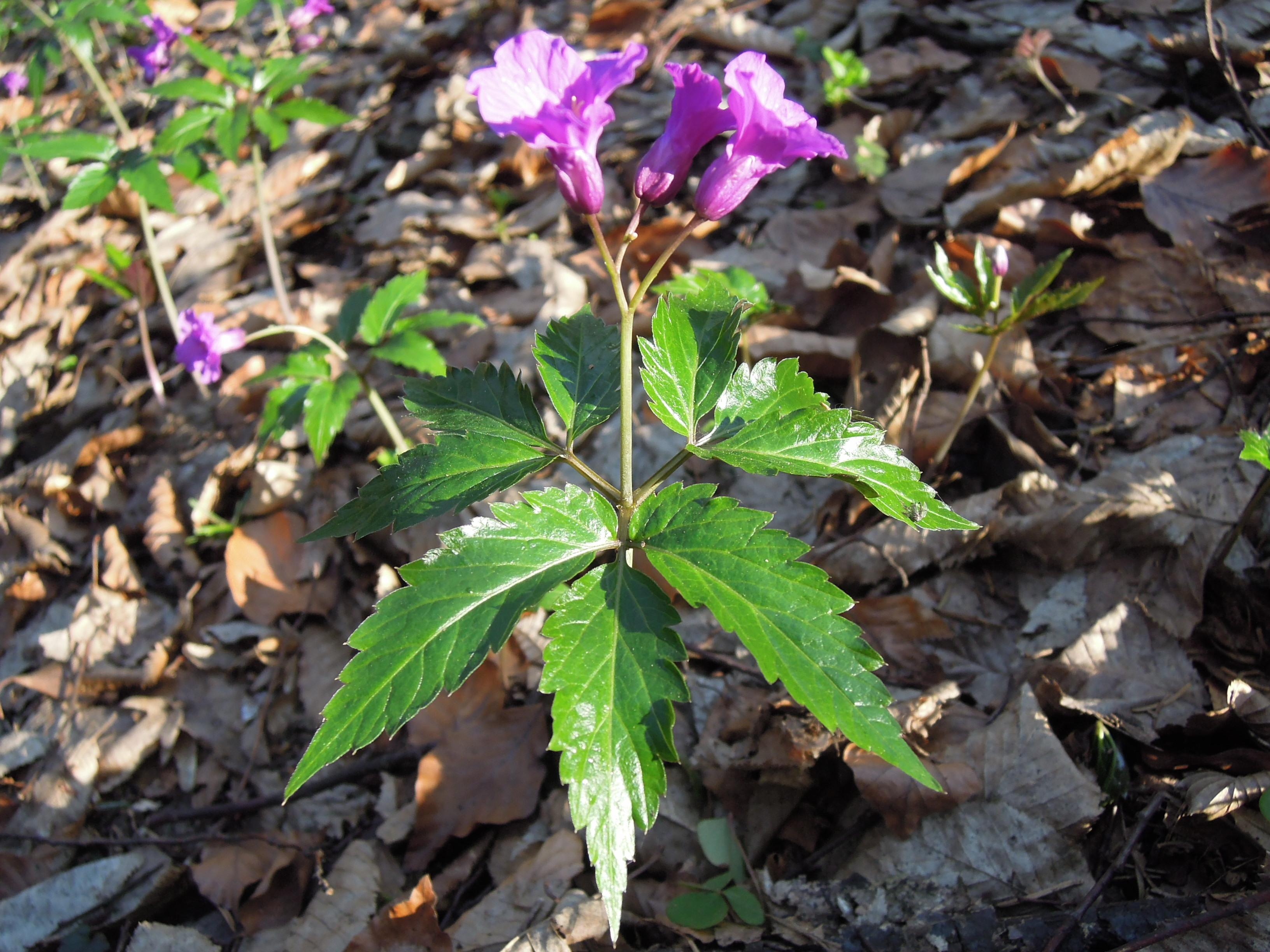
żywiec gruczołowaty (C. glanduligera)
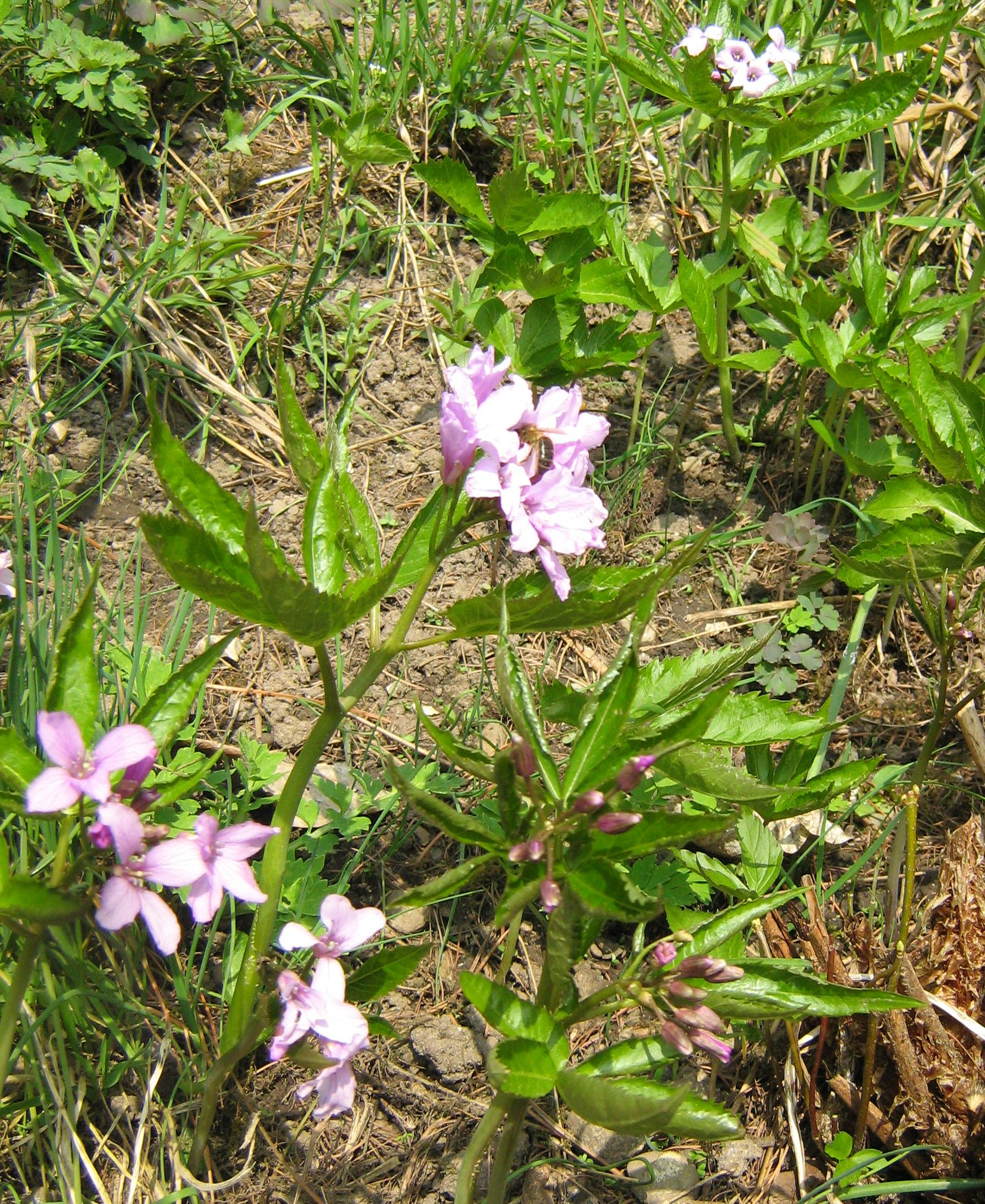
żywiec pięciolistny (C. pentaphyllos)